# 格里納普 (伊利諾伊州)
格里納普（英語：Greenup）是位於美國伊利諾伊州坎伯蘭縣的一個村落。

## 地理
格里納普的座標為39°14′50″N 88°09′44″W / 39.24722°N 88.16222°W，而該地最高點為海拔高度181米（即594英尺）。

## 人口
根據2010年美國人口普查的數據，格里納普的面積為4.53平方千米，當中陸地面積為4.53平方千米，而水域面積為0.00平方千米。當地共有人口1513人，而人口密度為每平方千米333人。